# Euselasia euriteus
Euselasia euriteus är en fjärilsart som beskrevs av Pieter Cramer 1777. Euselasia euriteus ingår i släktet Euselasia och familjen Riodinidae. Inga underarter finns listade i Catalogue of Life.

## Bildgalleri

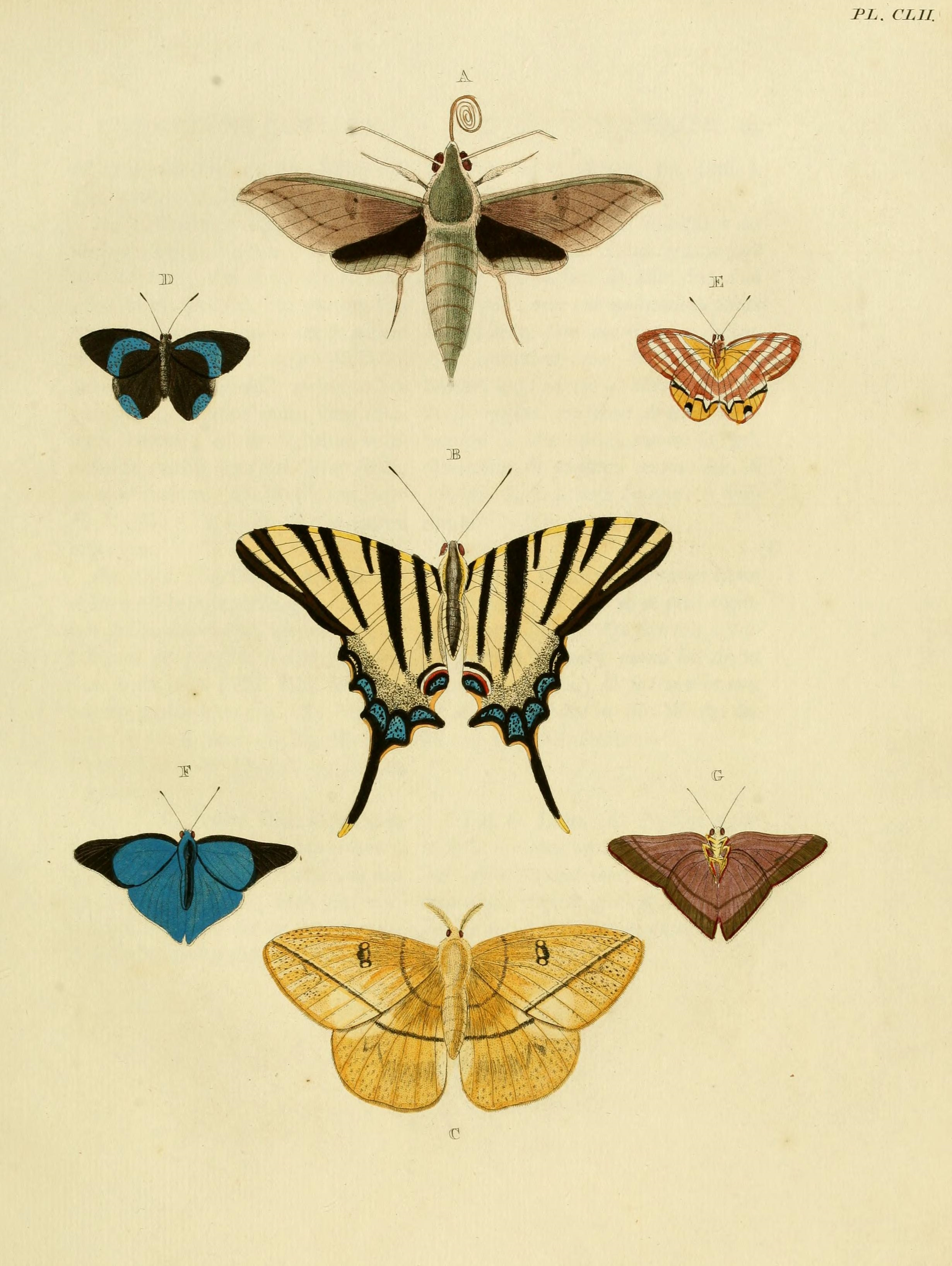
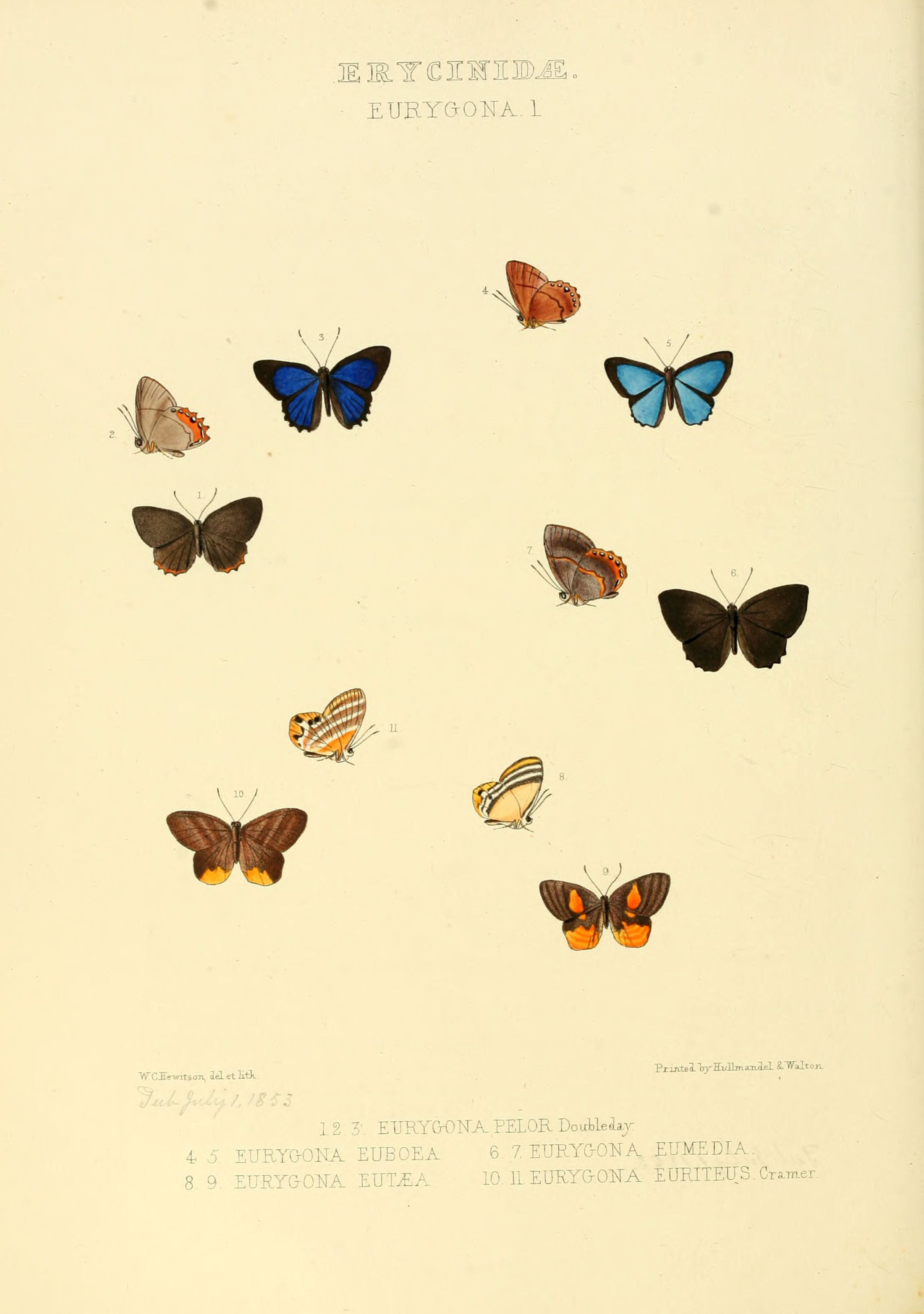